# Uhrenmuseum zum Rösli

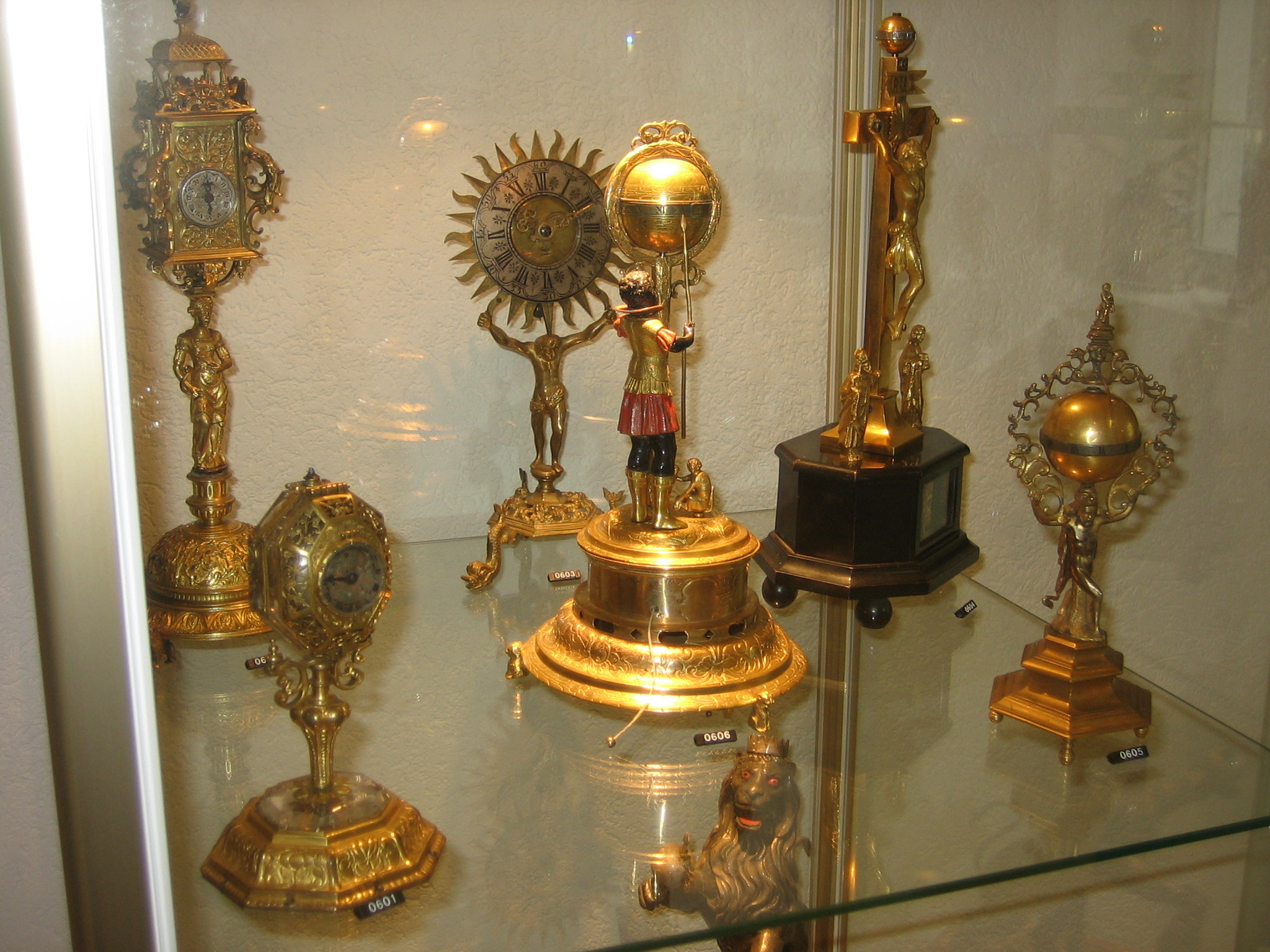
Renaissanceuhren

Das Uhrenmuseum Zum Rösli ist ein Museum mit einer Sammlung von Uhren aus der Zeit von 1450 bis 1950 in der Stadt Zürich.

## Beschreibung
Im Uhrenmuseum Zum Rösli findet sich eine Ausstellung von zirka 500 Tisch-, Wand- und Standuhren aus den Jahren 1450 bis 1950. Die Sammlung der Stiftungsgeber Marta Gisler und Hans Neufeld ist auf zwei Stockwerken ausgestellt. Die Sammlung von Marta Gisler ist hauptsächlich Schweizer Uhrmachern gewidmet und umfasst eine grosse Anzahl an Holzräder- und Eisenuhren. Hans Neufelds Sammlung beinhaltet eine grosse Anzahl an Renaissance-Uhren.
Das Museum beinhaltet auch eine Fachwerkstatt für antike Uhren, wo Wartungs- und Restaurationsarbeiten an Gross- und Wanduhren aller Zeit-Epochen ausgeführt werden.

## Geschichte

### Das Haus zum Rösli
1803 stand an der Röslistrasse 46 ein Oekonomiegebäude. Dieses Haus gehörte dem damaligen Gemeindepräsidenten und Kantonsrat Zangger. Weil er das Haus verkaufen wollte, baute er es 1856 zu einem Schulhaus um und offerierte das Gebäude der Stadt zu einem Preis von Fr. 11'000.-. Da die Gemeinde nicht über genügend Geld verfügte, wurde eine Aktiengesellschaft gegründet, die 220 Namensaktien à Fr. 50.- hervorbrachte.
Im Erdgeschoss lag das Schulzimmer, das bis zu 50 Schülern Platz bot. Im obersten Geschoss stellte der Lehrer seinen Schülerinnen zusätzlich Platz für den Handarbeitsunterricht zur Verfügung. Er selber benutzte die mittlere Etage als Wohnung. Doch bald war das Haus zu klein und die Schule musste umziehen. Darum verkaufte die Gemeinde das Haus 1887 und neuer Besitzer wurde Primarlehrer Johann Gisler.

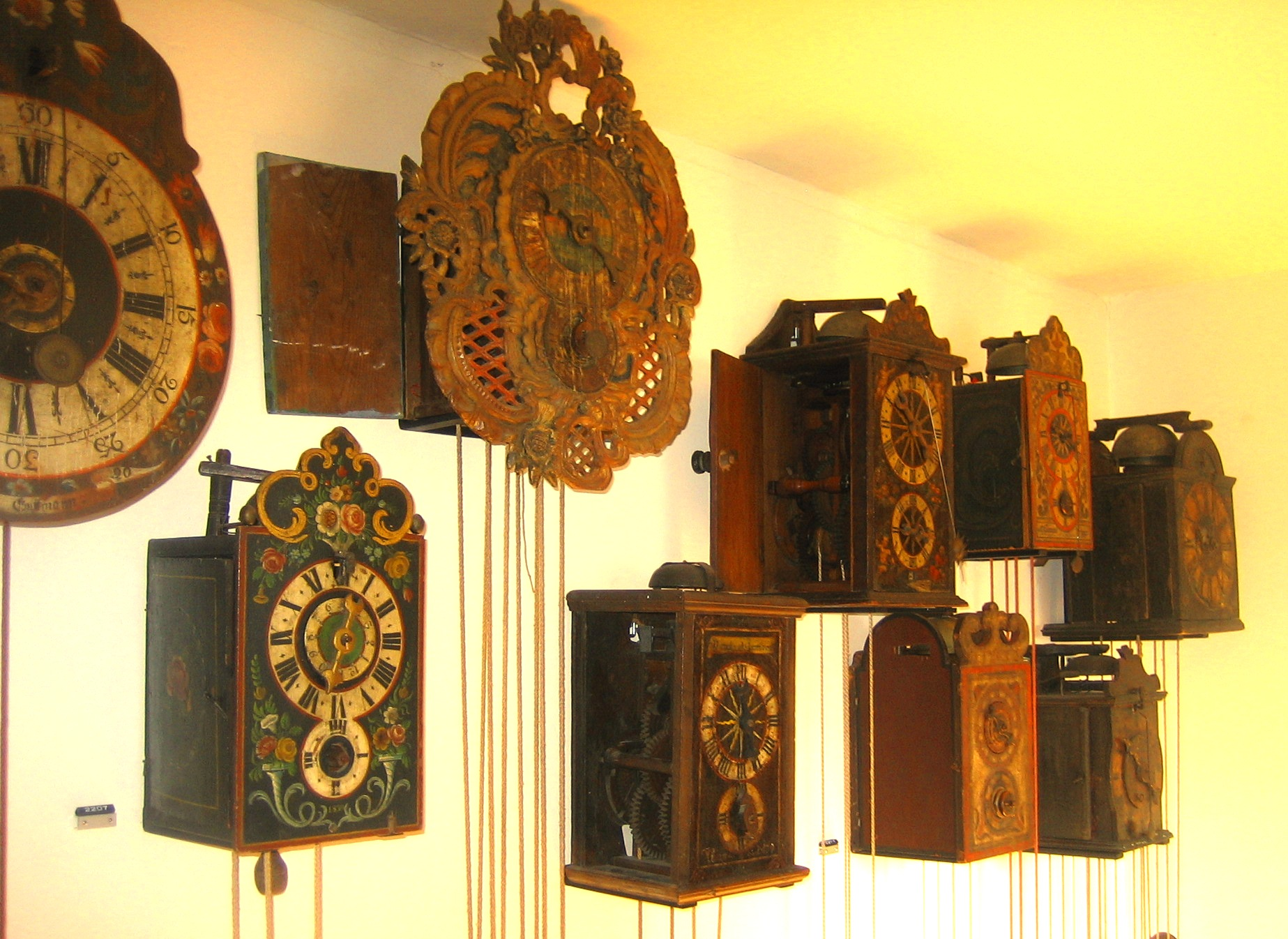
Holzuhren

### Die Sammlungen
Bereits der Vater von Marta Gisler, ebenfalls Lehrer, war ein leidenschaftlicher Sammler. Am Anfang standen Steine mit vielfältigen Farben und Mustern, dann interessierte er sich zunehmend für Eisenuhren. Dieselbe Leidenschaft wurde von ihm auf seine Tochter Marta Gisler übertragen, welche das Erbe über die Jahre pflegte und erweiterte. In den 1960er Jahren lernte Marta Gisler Hans Neufeld kennen, auch er ein leidenschaftlicher Uhrensammler.

### Museumsgründung
Marta Gisler und Hans Neufeld gründeten im Jahre 2003 die Stiftung „Uhrensammlung Hans Neufeld und Marta Gisler“, um ihre Sammlungen gemeinsam der Öffentlichkeit zugänglich zu machen. Das Wohnhaus von Marta Gisler wurde zum Uhrenmuseums. Um das Projekt zu verwirklichen, wurde das „Röslihaus“ im Jahre 2005 durch das Baugeschäft von Hans Neufeld umgebaut und renoviert. Hans Neufeld verstarb noch vor der Eröffnung des Museums an einem Herzversagen an der Röslistrasse. Seine Söhne Peter und Ronald sowie Marta Gisler vollendeten das Museum mit Unterstützung eines ortsansässigen Uhrmachers. Marta Gisler verstarb im Jahre 2016.